# Diana Ewing
Diana Ewing (* 4. Januar 1946 in Honolulu, Hawaii) ist eine US-amerikanische Schauspielerin.

## Leben
Diana Ewing wurde 1946 in der hawaiischen Hauptstadt Honolulu geboren. Ihr Vater, William H. Ewing, war Redakteur des Honolulu Star-Bulletin und berichtete für die Associated Press (AP) über den Angriff auf Pearl Harbor. Von 1969 bis 1974 war sie mit Charles Shyer verheiratet. Als Schauspielerin ist sie vor allem für ihre Rollen in Cherie Bitter (1973), Raumschiff Enterprise (1969) und Kobra, übernehmen Sie (1969) bekannt. Ihren letzten Auftritt hatte sie im Jahr 1977 in der Mini-Serie Washington: Behind Closed Doors als Kathy Ferris.

## Filmografie (Auswahl)
- 1968: Twen-Police (The Mod Squad, Fernsehserie, Folge 1x10)
- 1969: Kobra, übernehmen Sie (Mission: Impossible, Fernsehserie, Folge 3x18)
- 1969: Raumschiff Enterprise (Star Trek, Fernsehserie, Folge 3x21 Die Wolkenstadt)
- 1969: Big Valley (The Big Valley, Fernsehserie, Folge 4x23)
- 1969: Wo die Liebe hinfällt (Love, American Style, Fernsehserie, 2 Folgen)
- 1969: Rauchende Colts (Gunsmoke, Fernsehserie, Folge 15x12 Der unheimliche Klavierspieler)
- 1970: Lancer (Fernsehserie, Folge 2x19)
- 1970: FBI (The F.B.I., Fernsehserie, Folge 6x06)
- 1971: Getting Together (Fernsehserie, 2 Folgen)
- 1972: Spiel dein Spiel (Play It as It Lays)
- 1973: So wie wir waren (The Way We Were)
- 1973: Hawkins (Fernsehserie, Folge 1x04)
- 1974: Harry O (Fernsehserie, Folge 1x07)
- 1975: Petrocelli (Fernsehserie, Folge 2x01)
- 1977: Detektiv Rockford – Anruf genügt (The Rockford Files, Fernsehserie, Folge 3x22 Unverhofft kommt oft)
- 1977: Washington: Hinter verschlossenen Türen (Washington: Behind Closed Doors, Miniserie, 6 Folgen)